# Vezins
Vezins ist eine französische Gemeinde mit 1.750 Einwohnern (Stand: 1. Januar 2022) im Département Maine-et-Loire in der Region Pays de la Loire. Sie gehört zum Arrondissement Cholet und ist Mitglied im Gemeindeverband Cholet Agglomération. Die Einwohner werden Vezinais und Vezinaises genannt.

## Geografie

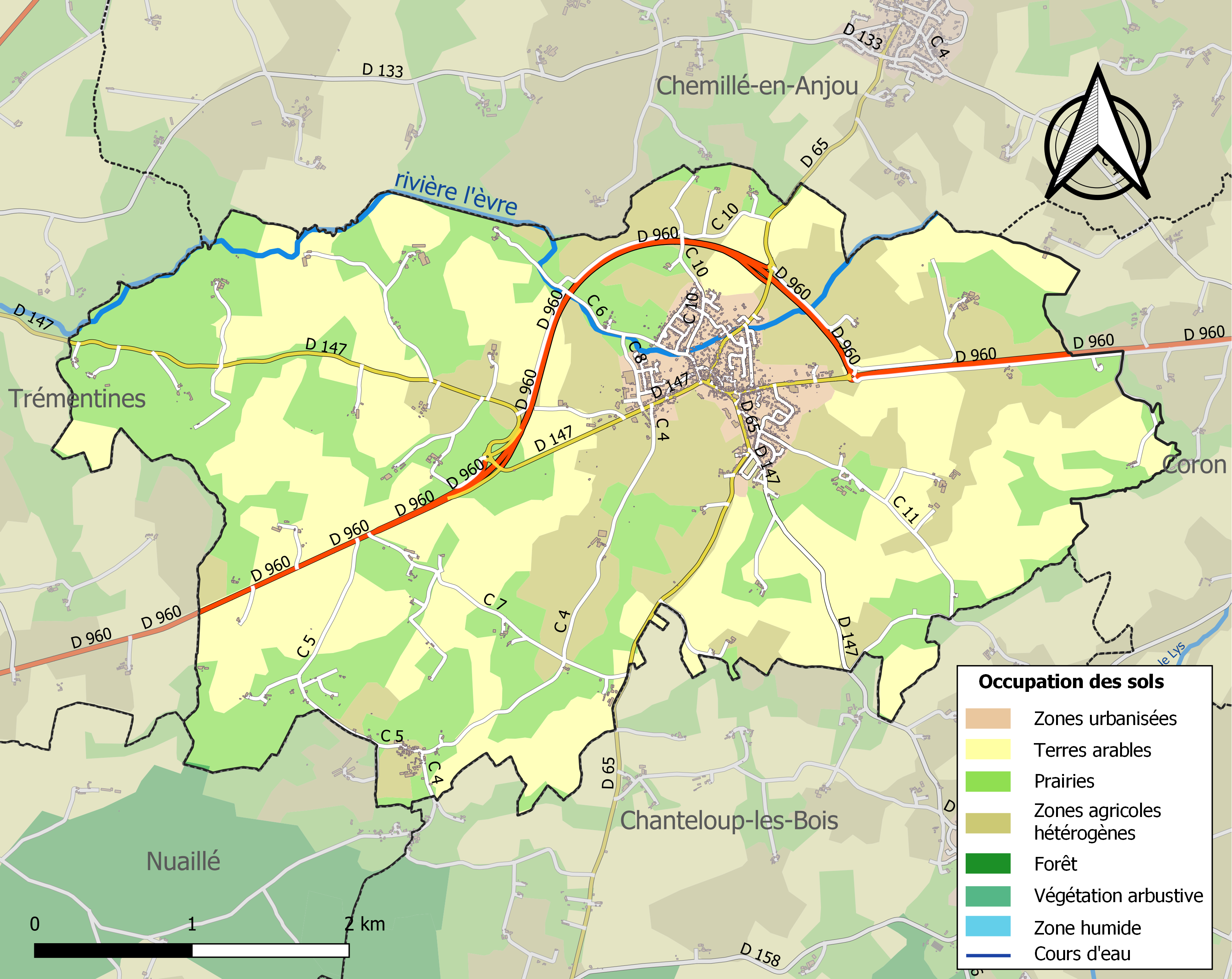
Bodennutzung, Hydrografie und Infrastruktur der Gemeinde (2018)

Vezins liegt etwa 14 Kilometer ostnordöstlich von Cholet und etwa 41 Kilometer südsüdwestlich von Angers in der Région naturelle Mauges und historisch im Südwesten der Provinz Anjou. Die Gemeinde befindet sich im Einzugsgebiet der Loire auf einer Höhe von etwa 140 m und wird von der Èvre von Ost nach West durchquert. Vezins wird außerdem vom Ruisseau de la Gelinière, vom Ruisseau du Pont aux Jards, vom Ruisseau de la Limonière, vom Ruisseau les Pileteries, vom Flüsschen Mazerie, vom Ruisseau de Montbault und von verschiedenen kleineren Bächen entwässert.
Teile des Gebiets von Vezins gehören zu den beiden ZNIEFF-Naturzonen „Zone à l’ouest des Poteries“ (520012921) und „Prairie de la Moutinerie“ (520014720). Etwa 96 % der Fläche der Gemeinde werden landwirtschaftlich genutzt, der restliche Teil entfällt auf bebautes Gelände.
Umgeben wird Vezins von den Nachbargemeinden Chemillé-en-Anjou im Norden, Coron im Osten, Chanteloup-les-Bois im Süden, Nuaillé im Südwesten sowie Trémentines im Westen.

## Geschichte
Es gibt keine Hinweise der Antike auf dem Territorium der Gemeinde, das zweifellos lange vom Wald bedeckt war. Der Name von Vezins erscheint zum ersten Mal in Dokumenten des 12. Jahrhunderts. Zu dieser Zeit waren die De La Portes die Seigneurs des Ortes.
1794 war Vezins einer der historischen Orte im Aufstand der Vendée. Es fanden mehrere große Schlachten statt, die Spuren ließen. Vezins unterzog sich den Durchgang der Höllenkolonnen, die die Stadt und das Schloss zerstörten. Nur wenige Häuser im Ort hielten stand.
Die Aktivitäten der Zeit waren Weben, Granitschnitt und Keramikproduktion. Heute sind nur zwei Töpferöfen noch aktiv.

## Bevölkerungsentwicklung

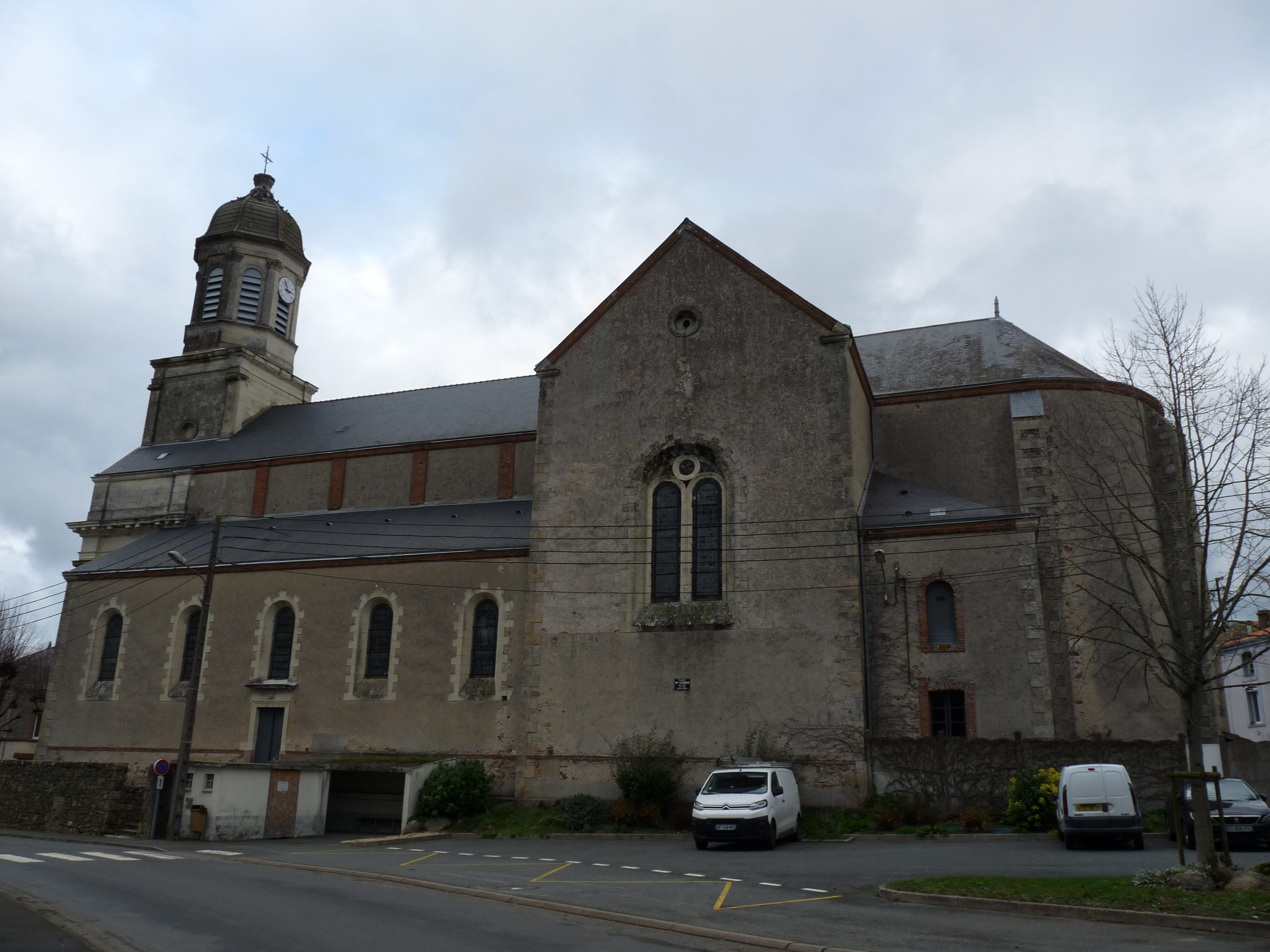
Pfarrkirche Saint-Pierre

| Jahr                       | 1962 | 1968 | 1975 | 1982 | 1990 | 1999 | 2006 | 2013 | 2020 |
| -------------------------- | ---- | ---- | ---- | ---- | ---- | ---- | ---- | ---- | ---- |
| Einwohner                  | 1083 | 1044 | 1073 | 1265 | 1394 | 1582 | 1635 | 1643 | 1733 |
| Quellen: Cassini und INSEE |      |      |      |      |      |      |      |      |      |

## Sehenswürdigkeiten
- Pfarrkirche Saint-Pierre, erbaut 1847
- Kapelle aus dem 19. Jahrhundert
- Beinhaus, erbaut 1848
- Schloss Vezins aus dem 18./19. Jahrhundert
- Haus, genannt „Palais de justice“, aus dem 16. und 17. Jahrhundert
- Hospital der Barmherzigen Schwestern vom heiligen Kreuz im Weiler L’Hôpital, vermutlich aus dem 17. Jahrhundert
- Konvent Sainte-Elisabeth der Franziskaner, errichtet 1666
- Windmühle im Weiler L’Eperonnière aus dem 18. Jahrhundert
- Mehrere Wegekreuze

## Verkehr
Die Departementsstraße D 960, die ehemalige Route nationale 160, von Saumur über Coron im Nordosten und nach Les Sables-d’Olonne über Cholet im Südwesten durchquert Vezins von Ost nach West, wobei das Zentrum umfahren wird. Die Departementsstraße D 65 führt nach Chemillé-en-Anjou im Norden und nach Maulévrier im Süden. Eine Buslinie der Transportgesellschaft Choletbus des Gemeindeverbands verbindet Coron mit Cholet, Chanteloup-les-Bois und Lys-Haut-Layon. Eine Buslinie der Transportgesellschaft Aléop der Region verbindet die Gemeinde mit Cholet und Saumur.

## Gemeindepartnerschaften
Vezins pflegt seit 1977 eine Partnerschaft mit Vezin, einem Ortsteil der Stadt Andenne in Belgien, die durch eine Verbundenheit von Fußballvereinen zustande kam.